# Wapen van Waterschap van de Berkel

Het wapen van waterschap de Berkel werd op 4 maart 1955 per Koninklijk Besluit verleend aan het waterschap van de Berkel. In 1997 kwam het wapen te vervallen nadat het waterschap opging in waterschap Rijn en IJssel.

## Blazoenering
De officiële omschrijving luidt: "Gevierendeeld : I in zilver een leeuw van keel, gekroond van goud; II in azuur twee schuingekruiste scheepshaken van goud; III in sinopel een rad van goud; IV in zilver een smalle golvende dwarsbalk van azuur. Het schild gedekt met een gouden kroon van drie bladeren en twee paarlen."
Het gecarteleerde wapen bestaat uit vier kwartieren. De leeuw in het eerste kwartier is ontleend aan het wapen van het graafschap Zutphen (zonder gouden tong en nagels), het tweede kwartier aan het wapen van Borculo (zonder de bollen). Het derde kwartier staat symbool voor watermolens aan de rivier de Berkel, de golvende balk in het vierde kwartier de rivier zelf. Het schild is gedekt met een gravenkroon.
Arkemheen ·
Baakse Beek · 
Barneveldse Beek · 
Berkel ·
Beneden Linge · 
Betuwe ·
Bommelerwaard ·
Bommelerwaard boven de meidijk ·
Brummen-Voorst ·
Buren ·
Groot Maas en Waal ·
Hattem ·
Lek en Linge ·
Neder Betuwe ·
Rijk van Nijmegen · 
Noord-Veluwe · 
Noord West Veluwe · 
Ooij · 
Oost Veluwe ·
Over-Betuwe ·
Oude IJssel ·
polder Veluwe · 
Regge en Dintel ·
Rijk van Nijmegen en Maas en Waal ·
Rijn en IJssel · 
Tieler- en Culemborgerwaarden · 
Tielerwaard · 
Vallei en Eem · 
Veluwe · 
Veluwe (zuiveringsschap) · 
Oostelijk Gelderland